# Blythe (California)
Blythe è una città degli Stati Uniti d'America, situata in California, nella contea di Riverside.